# Сегаульский договор
Сегаульский договор (Сугаульский договор; англ. Sugauli Treaty, Segowlee Treaty или Segqulee Treaty) — мирный договор между Британской Ост-Индской компанией и Непальским королевством, подписанный 2 декабря 1815 года и ратифицированный 4 марта 1816 года. Этот договор положил конец англо-непальской войне 1814—1816 годов. С непальской стороны договор подписал Радж Гуру Гаджарадж Мишра и Чандра Секхер Упадхьяя, с британской — подполковник Пэрис Брэдшоу.
По условиям договора Непал передал англичанам завоёванные им раньше индийские территории и Сикким, в Катманду была установлена британская миссия, а англичане получили возможность нанимать непальцев в свою армию (см. гуркхи). Непал также потерял возможность нанимать на службу европейцев и американцев, и вынужден был закрыть существовавшую до этого времени французскую военную миссию.
Общие территориальные потери составили треть территории, в том числе Сикким, территории на запад от реки Кали, Гархвал (сейчас Уттаракханд); часть территорий на запад от реки Сатледж (сейчас Химачал-Прадеш) и большую часть региона Тераи (часть последнего была возвращена Непалу в 1816 году, а ещё часть — в 1865 году в благодарность за помощь Непала в подавлении восстания сипаев 1857 года).